# Bernard iz Clairvauxa
Bernard iz Clairvauxa, krščanski mistik, menih in opat, ustanovitelj cistercijanov, cerkveni učitelj, cerkveni pisatelj in svetnik, * 1090, Fontaine-lès-Dijon, danes Francija, † 20. avgust 1153, Opatija Cîteaux, danes Francija

## Življenje

### Mladost
Bernard je izšel iz burgundskega visokega plemstva. Rodil se je 1090 ali 1091 na gradu Fontaines pri Dijonu kot tretji od sedmih otrok v družini viteza Tescelina. Njegov oče je bil vojskovodja Tescelin le Roux, gospod od Fontaines, ki ga zaradi službenih potovanj skoraj nikoli ni bilo doma; mati pa je bila pobožna Aleta Montbard.
Bernardov oče, vitez od nog do glave, je ljubil vojaško življenje, mati pa je bila zelo pobožna žena. Po očetu je podedoval junaškega duha ter gorečnost za pravico in resnico, po materi pa bogoljubno srce. Bil je izredno nadarjen in živahen. Mati je malega Bernardka skrbno vzgajala ter mu že zgodaj vcepila ljubezen do samote in miroljubnosti ter ga vnela za čisto življenje. Bog je blagoslovil materin trud. Vsi so občudovali njegov bister in živahen duh. Pod materinim skrbnim očesom je že v mladosti napredoval v pobožnosti in znanosti, v čemer je daleč prekašal vse sošolce v Chatillonu. Tu se mu je v božični noči pri polnočnici prikazal otrok Jezus v nadnaravni svetlobi. Od tega dneva naprej je gorel v nežni ljubezni do učlovečenega Božjega Sina. Kadar je govoril o njem, je žarela iz njegovih besed nepopisljiva sladkost in milina. Če je pa zagledal Marijino podobo ali slišal izgovoriti njeno ime, je od veselja kar zatrepetal. Če so ga hoteli starši posvariti zaradi kake otroške porednosti, je zadostovala le ena beseda: »To ne ugaja Mariji!« Že zgodaj je krotil svoje telo in poželjivost z ostrim postom in pokorili. Vadil se je v pokorščini in potrpežljivosti. Kljub strogemu življenju pa mu je sijala iz oči in obraza smehljajoča se ljubeznivost — znamenje nedolžnega srca.
V letih doraščanja se je obrnil malo na posvetno plat, saj je bil sin uglednih in bogatih staršev, čedne zunanjosti ter zgovoren in uglajen. Povsod po Burgundiji so peli njegove posvetne pesmi. V devetnajstem letu ga je hudo prizadela materina smrt. Kljub temu, da ga je svet mikal, je znal obvladovati svoja nagnjenja. Nekoč ga je pogled na brhko grajsko gospodično tako vzburil, da je sredi zime razbil led in skočil v ribnik, od koder so ga vsega premrlega izvlekli.

### Poklic
Številne prijatelje in znance je nenadoma presenetil z odločitvijo, da se odpove svetu in popolnoma posveti Bogu. Najprej mu je hudo nasprotoval oče in drugi sorodniki, s svojo neverjetno zgovornostjo pa je vse prepričal. S seboj je potegnil štiriindvajset vitezov, pet bratov, strica in več sorodnikov, ki so prosili opata Štefana Hardinga za sprejem v strogem samostanu Citeaux (Cistercium) v samotnih gozdovih južno od Dijona.
Meniški poklic celotne družine se je torej odvijal prav dramatično:
Lepga dne so zvedeli njegovi domači, kar je svojemu zaupniku, stricu Godriku, izdal že zdavnaj: pripravlja se zapustiti bogastvo, ugodnosti, napredovanje in pojde v Citeaux, nedavno osnovani cistercijanski samostan, ki je slovel po svoji strogosti. Kako je prišel do tega sklepa? Pot je bila preprosta: Ljubezen do Kristusa mu je ranila srce in je pustila v njegovi duši neutolažljivo hrepenenje.
Njegovi domači so bili presenečeni. Citeaux je bil namreč znan po nadčloveški strogosti. Začeli so ga odvračati. Bernardovo ljubeče in nežno srce je začelo omahovati: morebiti bi pa lahko izpolnil sveto željo tudi na lagodnejši poti. Oglasila se mu je zopet ukaželjnost. Privolil je, da se za enkrat vpiše v neko nemško visoko šolo. Določili so že dan in mesto, kjer se bo srečal s svojimi brati, ki ga bodo spremljali. Spotoma pa je vstopil v neko cerkev. Zazdelo se mu je kratkomalo, da se mu je prikazala njegova mati in mu očitala njegove posvetne želje: »Nisem te zato rodila in vzgajala!«
S tem videnjem je bilo konec tipanja in negotovosti. Bernard je bil sedaj gotov, da ga njegova pot vodi v Citeaux. Po svetem prijateljstvu hrepeneča duša pa ni hotela tega storiti sama. Stricu Godriku se je kmalu pridružil en mlajši brat. Mlajši brat Andraž pa se je obotavljal. Komaj je dopolnil 16 let, prav zdaj je dobil meč in je sanjal o bojni slavi. Bernard mu je v gorečih besedah orisal slavo duhovnih bojev in zmag. Andraž je nasprotoval. Bernard ga je spomnil na pokojno mater in Andraž je nenadoma vzkliknil: »Nad tvojo glavo vidim našo mamo.« – in se je vdal: »Pojdimo torej vsi.« Bernardu tega ni bilo treba dvakrat reči. Najstarejši brat je tedaj bil komaj poročen mož ter srečen oče in z dvema ljubkima otročičema, pa je vendarle privolil. Nasprotovala pa je njegova žena. Sedaj je pa Bernard – kot da gleda v prihodnost – dejal: »Tvoja žena bo ali privolila ali pa bo umrla«. Naslednjega dne je hudo zbolela. Tedaj je dala privolitev in je ozdravela. Gerard je najbolj vztrajno nasprotoval: »To je samo mehkužnost in blaznost!« Bernard ga je tedaj poiskal v taboru pri obleganju nekega gradu. Dal je svojo roko na njegove prsi in dejal: »Blizu je dan, ko bo sulica prebodla te prsi in odprla pot zveličavni misli.« In res: pri prvem napadu je bil Gerard hudo ranjen in je padel v ujetništvo, a obenem je postal tudi Kristusov jetnik. Bernard je imel še ljubega prijatelja in šolskega tovariša Huga v Mȃconu, ki je bil že klerik in užival obilno nadarbino. Prejokal je z njim eno noč in ga odvedel s seboj. Pridružili so se še drugi. Bilo jih je okrog trideset, vsi plemiški fantje imenitnega slovesa.

Ko so se poslavljali od doma, se je najmlajši brat, ki je bil še otrok, s tovariši igral na dvorišču. Najstarejši njegov brat, ki je pustil v svetu ženo in dva otročiča, se je poslovil s temile besedami: »Glej, Nivard, vse to gospostvo je tvoje, kako bogat boš!« Otrok pa: »Da, vi ste zase izvolili nebesa, meni pa prepuščate zemljo. S to delitvijo se jaz ne morem strinjati.« Hotel je oditi z njimi, a seveda zaman. Komaj je dopolnil 16 let, je potrkal na vrata v Clairvauxu. Aletina skrita želja se je izpolnila: vseh njenih šest sinov se je določilo za redovništvo. Sledil jim je celo njihov plemeniti oče, osiveli grof Tescelin.
Leta 1112 so potrkali na vrata samostana Citeaux. Življenje tukaj je bilo trdo: šest ur na dan molitev, šest ur telesno delo, šest ur duševno delo, samo šest ur spanje. Kadar je Bernard omahoval, se je spodbujal: »Bernard, čemu si prišel?« Bernard in tovariši so redovno življenje vzeli zares in to je pritegnilo mnoge posnemovalce. Bernard se je podvrgel meniškemu redu z neizprosno strogostjo. Priboril si je tako obvladovanje čutov, da njegovega združenja z Bogom ni moglo nič motiti.
Med tem se je število menihov tako povečalo, da je opat Štefan prosil grofa Huga, naj mu podari »Pelinsko dolino«. Petindvajsetletnega Bernarda je poslal z dvanajstimi sobrati tja, da bi osnovali nov samostan. Naloga je bila težka, menihi so morali krčiti divjino s sekiro in motiko in se skopo hraniti. Kruh so jedli tako črn in trd, da so gostje jokali, če so videli brate pri obedu. Bernard pa je kazal do sobratov toliko naklonjenosti in prijateljstva, da se je »Dolina pelina« kmalu spremenila v »Dolino svetlobe«. Poročilo pravi:
»Tri leta po prihodu v Citeaux je opat Štefan poslal Bernarda, da bi osnoval novo opatijo na osamljeni jasi v globeli znani kot Val d'Absinthe, okrog 15 kilometrov jugovzhodno od Bar-sur-Aubeja. Izročilo pravi, da je Bernard osnoval samostan 25. junija 1115, in ga imenoval Claire Vallée, kar se je razvilo v  Clairvaux. Tam je pridigal s tako vero, da je v začetnih težavah posredovala Devica Marija.«
Ljudje so vreli od vseh strani občudovat naporno življenje, ki ga je poživljala ljubezniva svetost. Starši so na svoje otroke pazili, da ne bi obiskali Clairvauxa in vstopili v samostan – tako zelo so se bali neustavljivo privlačne in ljubeznive Bernardove govorice.  
Po nekaj letih je živelo v tem samostanu že 700 menihov, med njimi knezi, grofje, vojaki, učenjaki, umetniki, tudi njegov lastni postarani oče. Prošnje za vstop so se kar vrstile, tako da je po različnih deželah lahko osnoval 160 novih samostanov. Naporno delo je zdelovalo mladega opata, on pa si ni privoščil drugega razvedrila, kot sprehod skozi samoten gozd, kjer se je v temni senci bujnih smrek poglabljal v Boga in vzdihoval: »O blažena samota, o edina blaženost!«

### Druga križarska vojna
Križarska vojna, ki jo je Bernard s takim navdušenjem in pridiganjem po celi Evropi dvignil, je doživela popoln polom. K temu je prispevala zloba Grkov, neenotnost voditeljev ter pomanjkanje sredstev in živeža. Vse to je pripravilo Bernardu strašno trpljenje. Zmerjali so ga s krivim prerokom, češ da je izčrpal kraljestva, povzročil neobljudena mesta, 200.000 mož pognal v smrt ... On je molčal, molil in trpel, le pozneje je vzdihnill: »Če ljudje pri tej strašni nesreči morajo godrnjati, je boljše, da godrnjajo zoper mene kot zoper Boga.« Res, z globoko bolečino ga je napolnjevala zavest, da je Kristusova zadeva doživela tak poraz. Njegova vera pa mu je tudi v tej noči pokazala betlehemsko zvezdo: »Začelo se je kot Božje delo, pa se ni tako nadaljevalo!« Ko se je križarsko gibanje v Porenju sprevrglo v neusmiljeno preganjanje Judov, se je Bernardova osebnost z vso silo uprla taki brezbožnosti: »Zaradi grehov vladarjev in vitezov nas Bog ni imel za vredne, da bi dokončali njegovo delo.«

### Bernardova mariologija
F. Rihar, za katerega Avguštin Stegenšek trdi, da se je v svoji knjigi Marija v zarji slave, kjer podaja pregled Marijinega češčenja, »spretno izogibal krivih citatov in praznih legend, kakor so se skozi stoletja prepisovale«, takole poveličuje Bernarda:
»Vse meniške redove je v Marijinem češčenju nadkrilil slavni cistercijanski red, ta mogočna veja reda svetega Benedikta. Vse Marijine častilce cistercijanskega reda, kakor sploh vse Marijine častilce, ki so kdaj živeli na zemlji, pa je prekosil v ljubezni do Marije medenobesedni učenik sveti Bernard – ta čudež in kras svoje dobe, velikan po duhu, velikan v govoru in dejanju, velikan pa tudi v ljubezni do nebeške Kraljice.
Ko je v devetnajstem letu izgubil mater, mu je začel svet nastavljati zanke. Ko ga je nekoč med lovom skupaj z drugimi vitezi zatekla noč, so prenočevali na neki pristavi. Ko ga je hotela neka ženska osvojiti, je sredi noči glasno zavpil: »Morilci! Na pomoč!«, ter jo tako odpodil. Devici Mariji je pripisoval varstvo v tem in podobnih primerih. Po mnenju poznavalcev je ohranil nedolžnost do svoje smrti. Ko je Bernard spoznal nevarnosti sveta, je sklenil stopiti v strogi cistercijanski red tudi zato, ker je ta red posebno častil nebeško Kraljico.

Tako kot on še pač ni nihče ljubil Marije. Zdi se, da je nebeška Kraljica uslišala njegovo vročo željo: »Mati, ne dopusti, da bi te kdo bolj ljubil kakor jaz!« Že kot malega dečka so ga videvali moliti pred Marijinim oltarjem. Ko je hodil v šolo v Chatillonu, so njegovi tovariši občudovali njegovo vdanost do nebeške Kraljice. V cistercijanskem redu pa je ljubezen do Marije popolnoma prevzela njegovo srce. Vsa svoja dela je Bernard priporočal Mariji. Pod njenim varstvom jih je začel, nadaljeval in dokončal. Hotel je biti Marijin vitez, njeni službi je posvetil svoje življenje. Tudi druge je hotel vneti za ljubezen in zaupanje do nje. Z ognjevitimi besedami je slavil Marijino neskaljeno lepoto, njene vzvišene prednosti, vabljive čednosti, njeno veliko moč in brezmejno usmiljenje. Karkoli je sploh mogoče vzvišenega in lepega o Mariji misliti, čutiti, govoriti in pisati, vse je on zbral, v srcu okušal ter podal svetu v mili, prekrasni besedi.«
Sestavil je tudi še danes znano molitev Spomni se, ki se začenja takole:
»Spomni se, o premila Devica Marija, da še nikdar ni bilo slišati, da bi ti koga zapustila, ki je pod tvoje varstvo pribežal.«
Ko je nekoč na svojem potovanju skozi Nemčijo prišel v Speyer ter ga je spremljal cesar, škofje, duhovščina ter meščani, je vstopil v stolnico, ko so peli duhovniki »Salve Regina« (»Pozdravljena Kraljica«). Ko so potihnili zadnji glasovi prekrasne hvalnice, je svetnik, prevzet od občutkov ljubezni do Marije, pokleknil pred oltar ter zapel: »O clemens, o pia, o dulcis Virgo Maria« (»O milostljiva, o dobrotljiva, o presladka Devica Marija«)! Od tistega časa te besede pristavljajo na koncu molitve »Salve Regina«.

## Mož sprave in miru
Bernardova dejavnost je pogosto presegla samostansko obzidje. Klicali so ga za svetovalca in posrednika mnogi takratni vladarji. Več kot kdorkoli je prispeval k odpravi razkola, ki je nastal z izvolitvijo dveh papežev leta 1130. Bernard je za to potreboval osem let trdega dela, resnega premišljevanja in napornega potovanja. Istočasno je deloval za mir in spravo med Anglijo in Francijo, kakor tudi med mnogimi sprtimi vitezi in plemiči.

### Neuklonljivi protipapež
Ko je papež Honorij II. še umiral, je gospodarsko zelo vplivna rodbina Leone uporabila vsa sredstva, da bi izvolili kardinala Petra Leoneja za papeža. Kakor hitro je papež zatisnil oči, je večina kardinalov, zbranih v svoji zastraženi palači, izvolila pobožnega in učenega kardinala Gregorja Papareschija za papeža, ki si je nadel ime Inocenc II. Nasprotna stranka pa ni zamujala, ampak je še istega dne popoldne nekaj kardinalov in podkupljeno ljudstvo oklicalo za papeža Leoneja, ki si je nadel ime Anaklet II. Ko je Inocenc opazil nemire, se je že petega dne hotel odpovedati papeštvu, kardinali pa so ga najprej prosili, naj ostane. Nato so mu zagrozili z izobčenjem v primeru odstopa. Niso namreč hoteli sprejeti posvetnega, celo razuzdanega Petra. Inocencov položaj pa je postal v prekucniškem mestu tako negotov, da se je zatekel k francoskemu kralju podobno kot njegov predhodnik. Tedaj je Anaklet II. zasedel Baziliko sv. Petra, Lateran z zakladnico in prisilil celo ponosne Frangepane, da ga priznajo.
Francoski kralj Ludvik VI. se je skupaj s škofi, ki so zasedali v Étampesu, v tej zmedi obrnil na že tedaj spoštovanega Bernarda in mu zaupal odločitev o tem, kateri papež je pravi. Čeprav se je obotavljal in trepetal, je vendar ob nagovarjanju od vseh strani sprejel nelahko nalogo. Temeljito je preučil potek volitev, vrstni red, nato zasluge izvoljenih in na temelju vsega prišel do sklepa, da se mora Cerkev pridružiti Inocencu. Značilno je, kar je zapisal o zadevi v nekem pismu:
»Če je vse to, kar govorijo o Anakletu II., res, potemtakem ta človek ne samo, da ne more biti glavar Cerkve, ampak niti dušni pastir kake hribovske vasice. Če pa to ni res, je tudi tedaj primerno, da se ne odlikuje cerkveni poglavar le po svetem življenju, ampak tudi po neomadeževanem dobrem imenu.«
Po Bernardovi odločitvi so sprejeli Inocenca za papeža v Franciji, kjer je posvetil novo klinijsko baziliko. Priznali so ga tudi v Nemčiji, Španiji, Angliji in na Madžarskem. Anakletu je ostal zvest do nadaljnjega le Rim in Milano.
Zadeva pa je naletela na hude odpore. V Liégu se je srečal z angleškim kraljem, ki se je dolgo obotavljal priznati zakonitega papeža, češ da mu vest ne dovoli. Na to mu je Bernard drzno odgovoril: »Veličanstvo naj skrbijo tisti njihovi grehi, za katere bo moralo odgovarjati pred Bogom. Tega enega jaz vzamem na svojo vest.« In kralj se je vdal. Še večji uspeh je požel z akvitanskim vojvodom Viljemom. Ta velikanski, divjaški in prepirljivi človek je držal s protipapežem. Bernard mu je zaman govoril na dušo. Nekoč je vojvoda prisostvoval slovesni maši. Po povzdigovanju je Bernard v povzdignjene roke vzel Najsvetejše, krenil proti vojvodi in govoril takole: »Mi, Božji služabniki, smo te zaman prosili. Nisi se nam uklonil. Sedaj se ti bliža sam glavar Cerkve in tvoj Gospod, sodnik, pred čigar imenom se pripogne vsako koleno v nebesih, na zemlji in pod zemljo. V njegove roke bo nekoč prišla tudi tvoja duša. Ali se ga upaš zavreči tako, kakor si delal z njegovimi služabniki?« Navzočim je zaledenela kri v žilah. Vojvoda je prebledel, zatrepetal in se nezavesten zgrudil na zemljo. Bernard se ga je dotaknil in ko se je ovedel, je storil po Bernardovi želji. 38-leten se je odpovedal prestolu in začel spokorno življenje. 
Trikrat se je napotil Bernard v Italijo mirit sprte kneze in mesta. Posrečilo se mu je, da je uvedel papeža Inocenca v Rim k svetemu Petru. Ko je po Anakletovi smrti njegova stranka izvolila novega protipapeža, ga je nagovoril na odpoved.

## Bolezen in smrt
Za Bernarda je bil skorajda čudež, da je s tako pokorjenim telesom in ob tako napornem delu dočakal 63 let. Že jeseni 1152 je pričakoval smrt. Takrat je prihitel metzki škof in ga kleče prosil, naj pride pomirit vojskujoče se plemiče in ljudstvo. Uslišal ga je. Ko se je vrnil nazaj, je dejal sobratom: »Glejte, to je bila priprava na zadnjo pesem: Slava Bogu na višavah in mir na zemlji dobronamernim ljudem.« V zadnji bolezni je mislil le na večnost. Svoji meniški družini je zapustil tole pomembno oporoko: 
»Ne morem vam zapustiti zgleda dobrega meniha, toda tri točke bom poudaril. Posnemajte to, tudi jaz sem to delal po svojih zmožnostih:
1. Vedno sem manj zaupal svoji sodbi kot sodbi drugih.
2. Če so me žalili, se nisem nikoli maščeval.
3. Kolikor je bilo odvisno od mene, nisem nikogar pohujšal. Če pa se je pohujšanje že zgodilo, sem storil vse, da bi ga odpravil.«

Ko je prejel svete zakramente, je tiho zaspal v Gospodu. Bernard je umrl ves izčrpan od stroge askeze, obilnega dela in bolezni, 20. avgusta 1153 v Clairvauxu.

## Dela

### Spisi
- De gradibus humilitatis et superbiae, (Stopnje ponižnosti in ošabnosti) njegov prvi spis, okoli 1120 s. Latinsko besedilo: PL182 939-972C.
- Apologia ad Guillelmum Sancti Theoderici Abbatem (Apologija opatu Viljemu od Sv. Teoderika), obramba cistercijanov pred napadi menihov iz Clunyja. Latinsko besedilo v PL182 893-918A.
- De Conversione Ad Clericos Sermo Seu Liber (Spreobrnjenje klerikov), knjiga namenjena mladim pariškim klerikom, 1122. Latinsko: PL 182:833 -856D.
- De Gratia et Libero Arbitrio (Milost in prosta volja), napisano okrog 1128; katoliško učenje o milosti in prosti volji brani v skladu z načeli svetega Avguština. Latinsko besedilo: PL182 999-1030A.
- De diligendo Dei, (Kako ljubimo Boga), napisano okrog 1128, in opisuje sedem stopenj, kako pridemo do združitve z Bogom. Latinsko: PL182 971-1000B.
- De Laude Novae Militiae, (Pohvala novega viteštva) naslovljeno na Huga iz Paynesa, prvemu velikemu mojstru malteških vitezov in priorju Jeruzalem (1129). Templjarji so bili osnovani 1118 za obrambo vere in svetih krajev z besedo in mečem. Latinsko: PL182 917-940B.
- De praecepto et dispensatione libri (Knjiga zapovedi in spregledov), napisana okrog 1141-44, razlaga posamezna vprašanja iz pravila svetega Benedikta, in primere, v katerih lahko opat podeli spregled. Latinsko: PL 182:857-894C.
- De Consideratione (Premislek), napisana okrog 1148-53, naslovljena na papeža Evgena III. .[20]
- Liber De Vita Et Rebus Gestis Sancti Malachiae Hiberniae Episcopi (Življenje in dejanja svetega Malahija, irskega škofa). Latinsko: PL182 1073 - 1118A.
- De Moribus Et Officio Episcoporum, (Škofovska opravila in dolžnosti; pismo je napisal nadškofu Sensa Henriku. Latinsko: PL182 807-834A.

### Govori in pisma
Ohranjeni so mnogi njegovi govori. Najbolj znameniti so:
- Sermones super Cantica Conticorum (Govori o Visoki pesmi, 86 govorov). [21]
- Sermones per annum (Govori o bogoslužnem letu; ohranjenih je 125 govorov).
- Ohranjenih je 547 pisem.[22]

## Čaščenje
Za svetnika ga je razglasil papež Aleksander III. 11. januarja 1174 v Rimu. Katoliška Cerkev obhaja njegov god 20. avgusta – na njegov smrtni dan, na Madžarskem pa obhajajo njegov god 19. avgusta, ker je pri njih 20. avgusta god svetega Štefana Ogrskega, ki je državni praznik.
Papež Pij VIII. ga je 1830 povzdignil med cerkvene učitelje. Prijel se ga je naslov »Doctor Mellifluus« (»Medonosni učitelj«), ker je znal tako sladko in privlačno govoriti.
Dante Alighieri omenja Bernarda v Božanski komediji. O njem govori v tretjem delu (Raj) od 31. do 33. (zadnjega) speva. On je zadnji Dantejev vodnik po raju. Izbral ga je zaradi tega, ker je mistik kontemplativnega reda, veliki Marijin častilec in izreden govorec.

## Ocena
Bernard, utemeljiteljski opat opatije Clairvaux v |Burgundiji, je bil ena od najbolj poveljevalnih cerkvenih voditeljev v prvi polovici dvanajstega stoletja, kakor tudi eden največjih duhovnih učiteljev vseh časov in najmočnejši zagovornik Cistercijanske obnove.
Leonard Foley je o njem zapisal: »Človek stoletja! Žena stoletja! Danes slišiš uporabljati take izraze za toliko sodobnih ljudi ... Toda »mož stoletja« v Zahodni Evropi je bil brez dvoma in razprave Bernard iz Clairvauxa. Svetovalec papežev, pridigar druge križarske vojne, branilec vere, zdravitelj razkolov, obnovitelj meniškega reda, proučevalec Svetega pisma, bogoslovec in zgovoren pridigar: sleherni od teh naslovov bi zadostoval za navadnega človeka. Toda Bernard je bil vse to – pa je še vedno ohranjal gorečo željo, da bi se vrnil k skritemu meniškemu življenju svojih mladih dni.«
S svojim življenjem, delom in vplivom je vtisnil neizbrisen pečat 12. stoletju. Ustanovil je cistercijane, ki so se naselili tudi na slovenskem ozemlju. Tako je dosegel njegov vpliv tudi naše kraje.